# Lago della Spina
Il Lago della Spina è un bacino lacustre artificiale situato a 288 metri di quota nel comune di Pralormo (TO).

## Descrizione
Il bacino, realizzato con finalità irrigue, ha una superficie di 0,16 km². La diga, in terra e materiali sciolti, misura 20 metri di altezza, 6 di larghezza del coronamento e 190 di lunghezza. Il lago appartiene al bacino idrografico del Rioverde (un affluente del Banna) e in esso confluiscono le acque del Rio Torto e quelle del Rissarasco, le quali un tempo venivano convogliate attraverso un tunnel in muratura oggi non più utilizzato. Il capoluogo comunale di Pralormo è situato circa 1,5 km a nord-ovest dello specchio d'acqua. Il lago e i boschi che lo circondano rappresentano un patrimonio ambientale prezioso per il territorio circostante.

## Storia
Il lago prende nome dall'omonimo santuario. Il lago fu costruito nel 1827; i committenti dei lavori furono il Conte Carlo Bernardi di Pralormo e il Marchese Carlo Emanuele Ferrero della Marmora, e l'opera fu dichiarata di pubblica utilità con le Lettere Patenti di Carlo Alberto del 28 agosto 1827.

La direzione dei lavori fu affidata all'ingegnere idraulico Cavaliere Barabino, che realizzò un'opera notevole non solo per le dimensioni ma anche per l'ingegnoso meccanismo d'irrigazione di cui dotò l'invaso.
Barabino realizzò infatti un sistema di irrigazione che tramite un galleggiante raccoglieva solo l'acqua più superficiale e più fertile ed evitava di tagliare la diga tutte le volte che fosse necessario irrigare.

Dopo l'alluvione del 1994 e i danneggiamenti alla diga in terra battuta il livello del bacino viene mantenuto più basso che in passato e la superficie dello specchio d'acqua si è conseguentemente ridotta, in particolare nella sua porzione sud-orientale.

Per la messa in sicurezza dell'invaso venne nominato un commissario: gli interventi per la realizzazione degli organi di scarico, per il consolidamento del corpo diga e per la riapertura delle gallerie di adduzione iniziarono nel dicembre 2008, con una conclusione prevista per il 2010.

## Tradizioni
La comunità di Pralormo festeggia la Madonna della Spina in occasione della solennità dell'Assunta e San Donato con una processione che parte dal Lago della Spina e termina al Santuario omonimo con la celebrazione della Santa Messa. Tra i numerosi ex voto contenuti nel Santuario una targa apposta il 1º gennaio 1995 ricorda lo scampato pericolo del crollo della diga del lago durante l'alluvione del novembre 1994.